# Porogobius
Porogobius is een monotypisch geslacht van straalvinnige vissen uit de familie van grondels (Gobiidae).

## Soort
- Porogobius schlegelii (Günther, 1861)